# ZB ABt8
De ABt gelede rijtuigen van Stadler Rail, ook wel Spatz genoemd, vormen een lichtgewichttrein met lagevloerdeel voor het regionaal personenvervoer van de Zentralbahn (ZB) in Zwitserland.

## Geschiedenis
In 2005 bestelde Zentralbahn 3 gelede stuurstand rijtuigen van het type Spatz bij Stadler Rail. Het treinstel werd ontwikkeld voor smalspoorlijnen. Het acroniem Spatz staat voor Schmalspur PAnorama TriebZug en is bovendien een van de Duitse woorden voor mus.
Het stuurstandrijtuig kan gecombineerd worden met een met treinstellen van het type ABe 130, locomotieven van het type HGe 101 en oudere treinstellen van het type BDeh 4/4. Deze rijtuigen, die oorspronkelijk bestemd waren voor Regionalverkehr Bern-Solothurn (RBS) werden door Stadler Rail aangepast.
De Roll-Out van dit type rijtuig vond in Altenrhein, de vestigingsplaats van Stadler Rail, plaats.

## Constructie en techniek
Het rijtuig is opgebouwd uit een aluminium frame met een frontdeel van GVK. Het rijtuig heeft een lagevloerdeel. De ABe 130 en de ABt zijn uitgerust met een volautomatische GF-koppeling. Dit rijtuig kan met een treinstel van het type ABe 130, treinstel van het type BDeh 4/4 en locomotief van het type HGe 101 gecombineerd in treinschakeling rijden. Zij zijn uitgerust met luchtvering. Dit rijtuig is uitgerust met een tandrad voor de beremming op trajectdelen met tandstaaf.

## Treindiensten
Het rijtuig wordt sinds 2006 door de Zentralbahn ingezet op de trajecten:
- Luzern - Stans en vanaf december 2010 tot Engelberg
- Luzern - Giswil

## Foto's

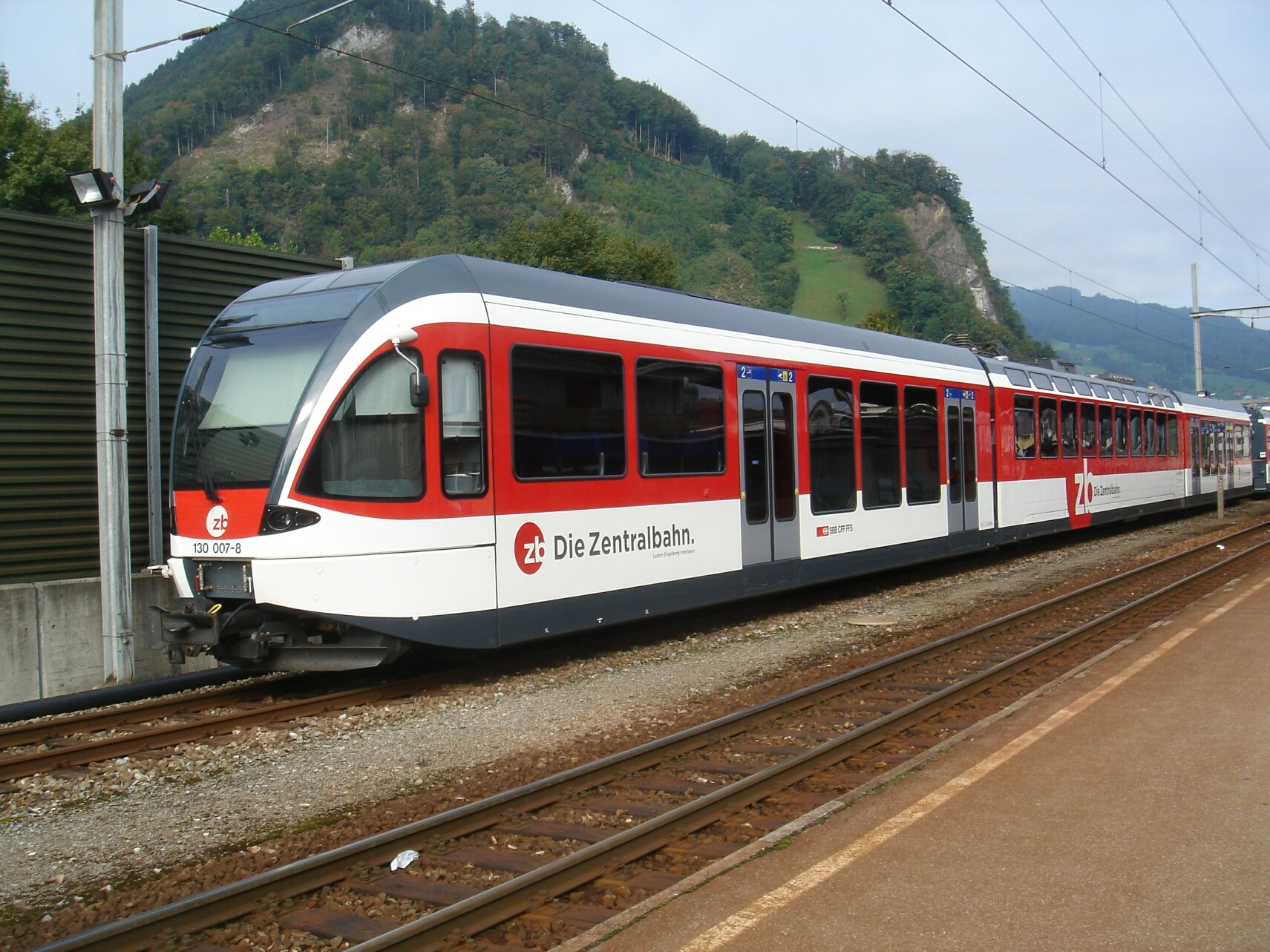
ABe 130 007 op 9 september 2006 in Stansstad
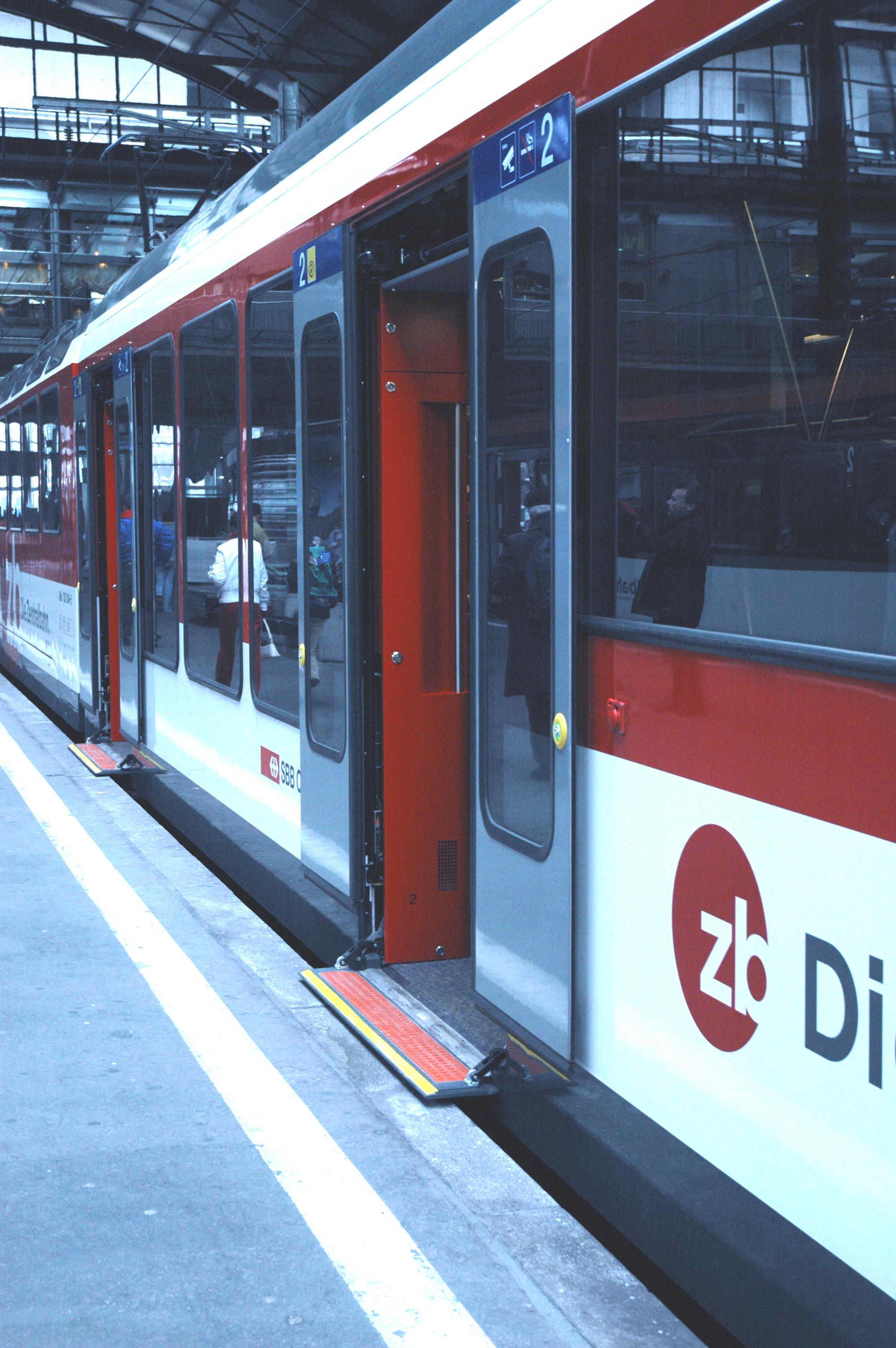
Deuren met omklapbare plank

de voormalige spoorwegondernemingen SBB Brünigbahn en Luzern-Stans-Engelbergbahn (LSE)